# Nationalpark Muddus
Der schwedische Muddus-Nationalpark liegt zwischen der Nationalstraße 97 und dem Fluss Stora Lule älv südwestlich von Gällivare und Jokkmokk in der Landschaft Lappland bzw. in Sápmi, wie die indigenen Samen ihr angestammtes Siedlungsgebiet nennen. Er umfasst eine Fläche von etwa 500 km² weitgehend unberührter Wildnis, wurde 1942 als Nationalpark eingerichtet und 1984 erweitert. Etwa die Hälfte der Fläche des Parks ist ein Urwaldgebiet, die andere Hälfte besteht aus Seen wie dem Muddusjaure, dem Luobbalape und dem Stuor-Muddus sowie ausgedehnten Moorgebieten. Im Park befinden sich zwei Vogelschutzgebiete, zu denen der Zutritt während der Sommermonate verboten ist, ein großes im Zentrum des Parks und eines am Südrand.
Die Wälder bestehen überwiegend aus Wald-Kiefern, weiterhin gibt es dort unter anderem Zwergbirke und Erdglöckchen. An Großtieren finden sich hier Luchse, Bären, Marder, Wiesel und in den tiefer gelegenen Teilen des Parks auch Elche und Rentiere. Gerade im Vogelschutzgebiet finden sich unter den 115 vorkommenden Vogelarten der Singschwan, das Auerhuhn und viele Singvögel.
Muddus ist die schwedische Schreibweise des samischen Namens Muttos.

## Zugang
Von der Nationalstraße 45 (bzw. 97) führt ein 12 km langer Stichweg zum Eingang am südlichen Ende des Parks.

## Sehenswürdigkeiten
- Muddus-Wasserfall mit 42 m Höhe etwa 10 km nördlich des Eingangs
- Moskoskoru, eine 100 m tiefe Schlucht

## Bilder

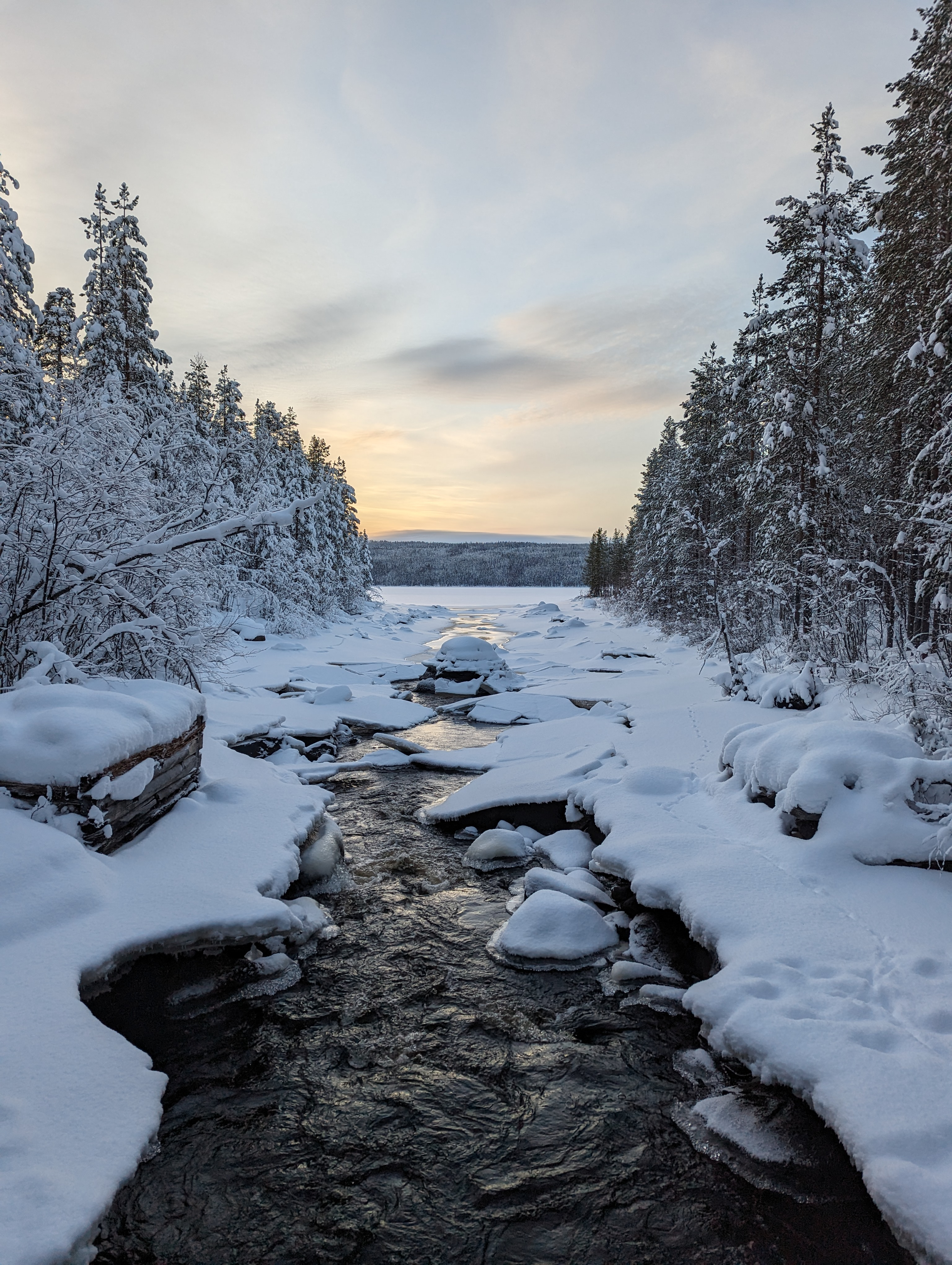
Der Park im Winter
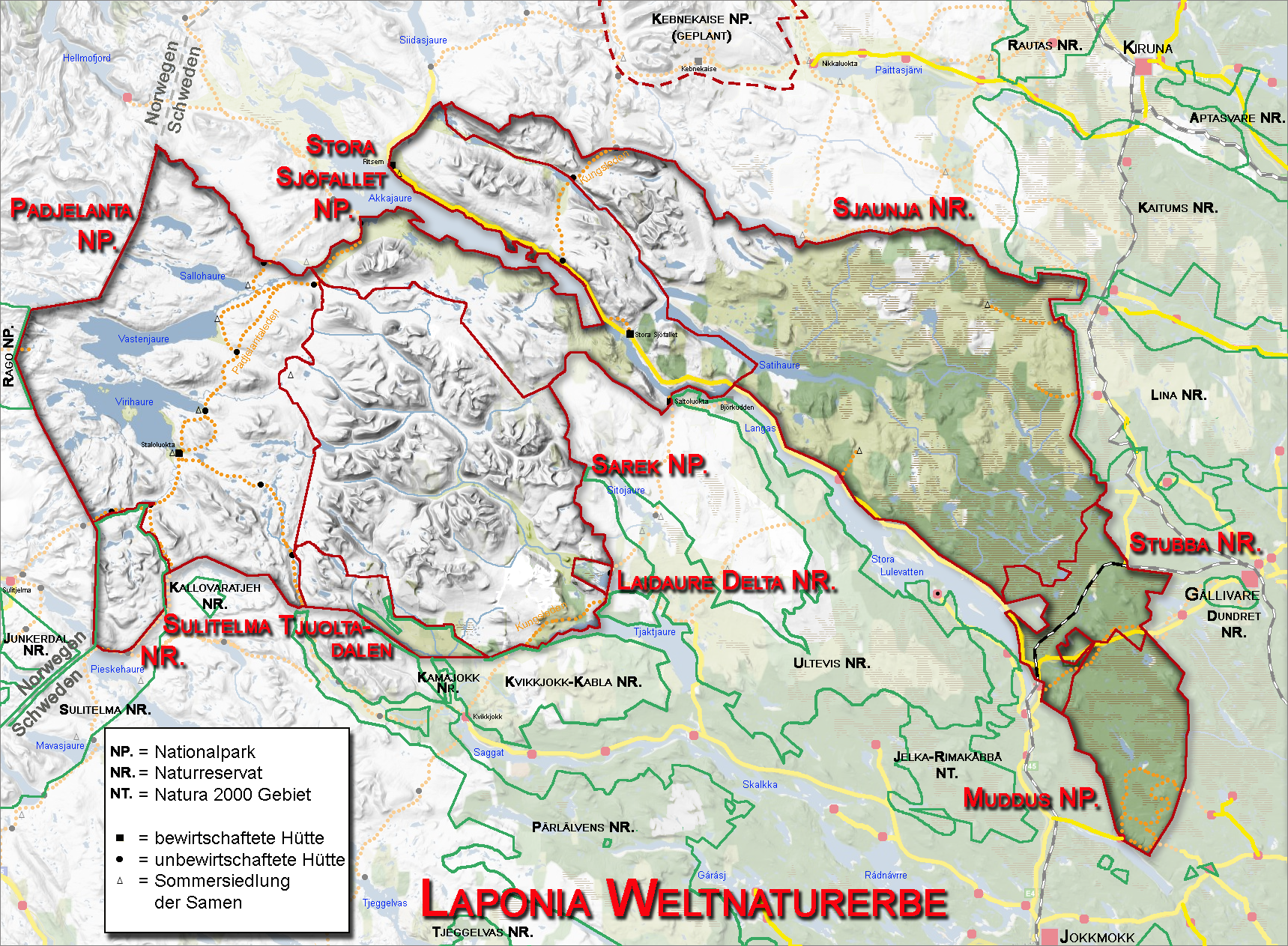
Muddus Nationalpark im Weltnaturerbe Laponia
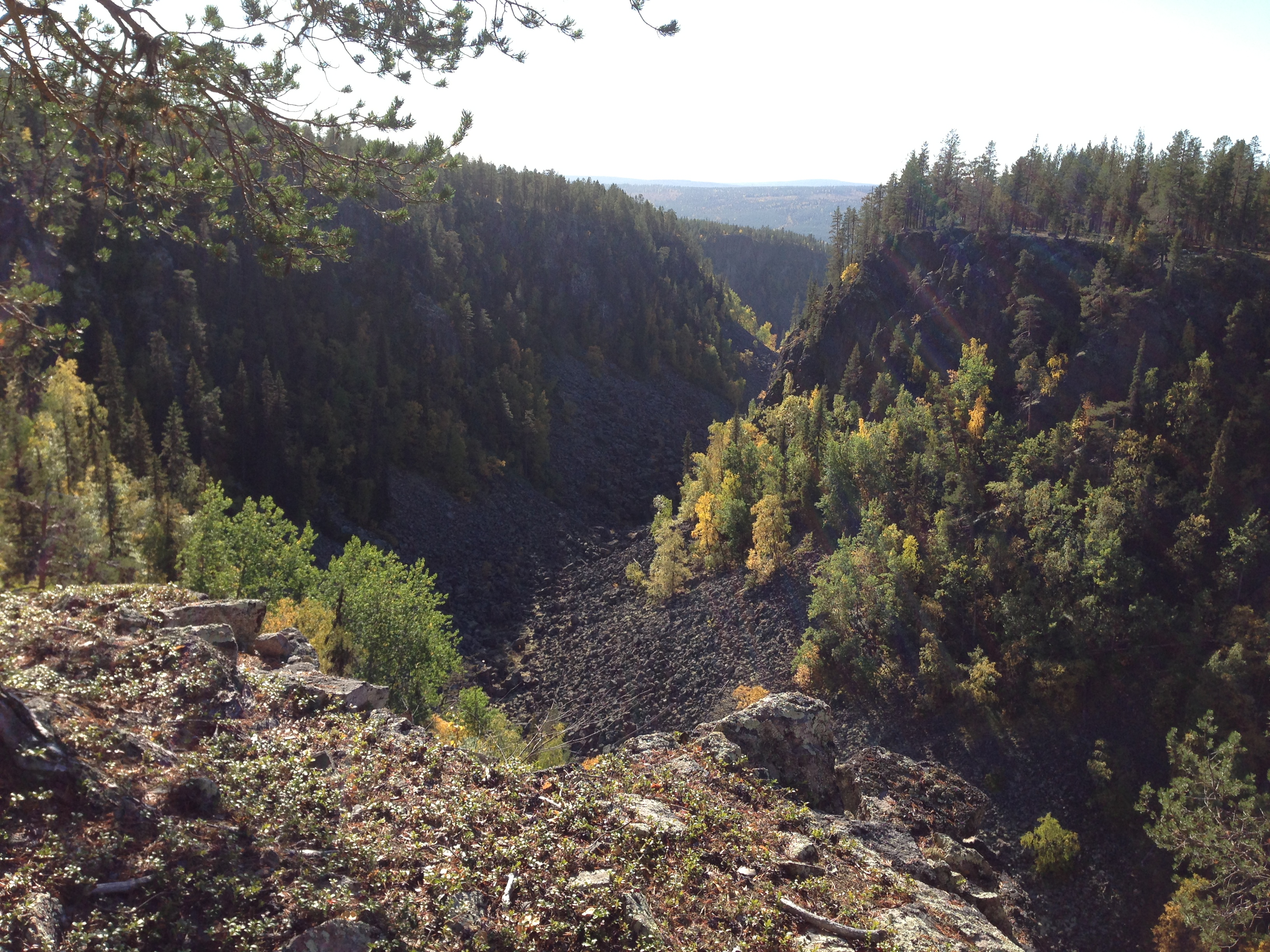
Schlucht